# Cleome brachyadenia
Cleome brachyadenia är en paradisblomsterväxtart som beskrevs av Oskar Schwartz. Cleome brachyadenia ingår i släktet paradisblomstersläktet, och familjen paradisblomsterväxter. Inga underarter finns listade i Catalogue of Life.